# Vuelta a Murcia 2011
La 31ª edición Vuelta a Murcia (oficialmente: Vuelta Ciclista a la Región de Murcia), se disputó entre el 4 y el 6 de marzo de 2011, estuvo dividida en 3 etapas para un total de 374,3 km, con inicio en San Pedro del Pinatar y final en Murcia.
Debido a una reducción del presupuesto la carrera pasó de 5 a 3 etapas, manteniendo, como viene siendo habitual desde la creación de los Circuitos Continentales UCI en 2005, su categoría 2.1 dentro del UCI Europe Tour.
Participaron 18 equipos. Los 2 equipos españoles de categoría UCI ProTeam (Euskaltel-Euskadi y Movistar Team); los 3 de categoría Profesional Continental (Geox-TMC, Andalucía Caja Granada y Caja Rural); 1 de categoría  Continental (Orbea Continental); y la selección española. En cuanto a representación extranjera, estuvieron 11 equipos: los UCI ProTeam del Rabobank Cycling Team, Saxo Bank Sungard, Sky Procycling, Garmin-Cervélo y Vacansoleil-DCM; los Profesionales Continentales del Saur-Sojasun, Skil-Shimano y UnitedHealthcare Pro Cycling Team; los Continentales del Arbö-Gebrüder Weiss-Oberndorfer, Endura Racing y KTM-Murcia; y la Selección de Rusia. Formando así un pelotón de 125 ciclistas, con 7 corredores cada equipo (excepto el Arbö-Gebrüder Weiss-Oberndorfer que salió con 6), de los que acabaron 116.
En principio el ganador fue Alberto Contador (quien además se hizo con dos etapas), pero fue desclasificado como consecuencia del Caso Contador (ver sección Alberto Contador y el Caso Contador). Por lo que el ganador final fue Jérôme Coppel (quien además, tras la desclasificación de Contador, se hizo con la etapa contrarreloj) seguido de Denis Menchov (quien, tras la desclasificación de Contador, se hizo con la etapa reina) y Wouter Poels, respectivamente.

## Etapas
| Etapa | Fecha      | Recorrido                                                              | km         | Ganador          | Líder            |
| ----- | ---------- | ---------------------------------------------------------------------- | ---------- | ---------------- | ---------------- |
| 1ª    | 4 de marzo | San Pedro del Pinatar-Alhama de Murcia                                 | 178,7      | Michael Matthews | Michael Matthews |
| 2ª    | 5 de marzo | Murcia (Estrella de Levante)-Centro de Interpretación de Sierra Espuña | 183,2      | Denís Menshov    | Jérôme Coppel    |
| 3ª    | 6 de marzo | Murcia-Murcia                                                          | 12,4 (CRI) | Jérôme Coppel    | Jérôme Coppel    |

## Clasificaciones finales
| \| 1. \| Jérôme Coppel[1][2] \| 9h 27' 29" \| \| 2. \| Denis Menchov \| + 6" \| \| 3. \| Wouter Poels \| + 1' 35" \| \| 4. \| Fabio Duarte \| + 1' 36" \| \| 5. \| Alexandre Geniez \| + 1' 53" \| \| 6. \| Fabrice Jeandesboz \| + 1' 55" \| \| 7. \| Fran Pérez \| + 2' 01" \| \| 8. \| David Blanco \| + 2' 10" \| \| 9. \| Vasil Kiryienka \| + 2' 11" \| \| 10. \| José Herrada \| + 2' 17" \| |                    |            |
| 1. | Jérôme Coppel      | 9h 27' 29" |
| 2. | Denis Menchov      | + 6"       |
| 3. | Wouter Poels       | + 1' 35"   |
| 4. | Fabio Duarte       | + 1' 36"   |
| 5. | Alexandre Geniez   | + 1' 53"   |
| 6. | Fabrice Jeandesboz | + 1' 55"   |
| 7. | Fran Pérez         | + 2' 01"   |
| 8. | David Blanco       | + 2' 10"   |
| 9. | Vasil Kiryienka    | + 2' 11"   |
| 10. | José Herrada       | + 2' 17"   |

| \| 1. \| Jérôme Coppel[1][3] \| 41 p. \| \| 3. \| Denis Menchov \| 36 p. \| \| 4. \| Michael Matthews \| 28 p. \| |                  |       |
| 1. | Jérôme Coppel    | 41 p. |
| 3. | Denis Menchov    | 36 p. |
| 4. | Michael Matthews | 28 p. |

| \| 1. \| Laurent Mangel \| 15 p. \| \| 3. \| Denis Menchov[1][9] \| 8 p. \| \| 4. \| Jérôme Coppel \| 6 p. \| |                |       |
| 1. | Laurent Mangel | 15 p. |
| 3. | Denis Menchov  | 8 p.  |
| 4. | Jérôme Coppel  | 6 p.  |

| \| 1. \| Albert Timmer \| 6 p. \| \| 2. \| Johannes Fröhlinger \| 4 p. \| \| 3. \| José Luis Roldán \| 2 p. \| |                     |      |
| 1. | Albert Timmer       | 6 p. |
| 2. | Johannes Fröhlinger | 4 p. |
| 3. | José Luis Roldán    | 2 p. |

| \| 1. \| Geox-TMC \| 28h 25' 45" \| \| 2. \| Saur-Sojasun \| + 23" \| \| 3. \| Saxo Bank Sungard \| + 3' 45" \| |                   |             |
| 1. | Geox-TMC          | 28h 25' 45" |
| 2. | Saur-Sojasun      | + 23"       |
| 3. | Saxo Bank Sungard | + 3' 45"    |

## Alberto Contador y el Caso Contador
A pesar de que Alberto Contador no diese positivo en esta carrera ni en las del anterior año, el 6 de febrero de 2012 la UCI, a instancias del TAS, decidió anular todos los resultados del ciclista español durante el 2011 debido a su positivo por clembuterol en el Tour de Francia 2010.
Por lo tanto oficialmente Contador fue desclasificado de la ronda murciana con la indicación "0 DSQ" (descalificado) aunque indicando el tiempo y puntos de las clasificaciones diarias y finales. En la que había ganado la 2ª y 3ª etapa como resultados parciales más destacados; además, en las clasificaciones finales fue ganador de la general y de los puntos y segundo en la montaña como resultados finales más destacados. Todos sus resultados parciales fueron anulados y su puesto quedó vacante excepto en los que salió victorioso en el que el segundo cogió su puesto quedándose el segundo vacante; en la de la clasificación general diaria y final que en ese caso su exclusión supuso que los corredores que quedaron por detrás de él (hasta el 21º) subiesen un puesto en la clasificación, quedando vacante la vigesimoprimera posición. Teniendo su participación solo incidencia en la clasificación por equipos como suele ser habitual en estos casos de expulsión de corredores.
Esta sanción también tuvo incidencia en el UCI Europe Tour ya que sus puntos pasaron a otros corredores reestructurándose así no solo la clasificación individual sino la de por equipos y la de por países, aunque esta carrera no pertenecía a dicho circuito y Contador no aspiraba a puntuación.